# گرکا لاررا
گرکا لاررا (انگلیسی: Gorka Larrea؛ زادهٔ ۷ آوریل ۱۹۸۴) بازیکن فوتبال اهل اسپانیا است.
از باشگاه‌هایی که در آن بازی کرده‌است می‌توان به باشگاه فوتبال رئال سوسیداد، باشگاه فوتبال نومانسیا، باشگاه فوتبال لوانته، باشگاه فوتبال آلمریا، و باشگاه فوتبال مونترال اشاره کرد.
وی همچنین در تیم‌های ملی فوتبال زیر ۱۶ سال اسپانیا، زیر ۱۷ سال اسپانیا، زیر ۱۹ سال اسپانیا، زیر ۲۱ سال اسپانیا، و زیر ۲۳ سال اسپانیا بازی کرده‌است.